# Susanne Wiesner

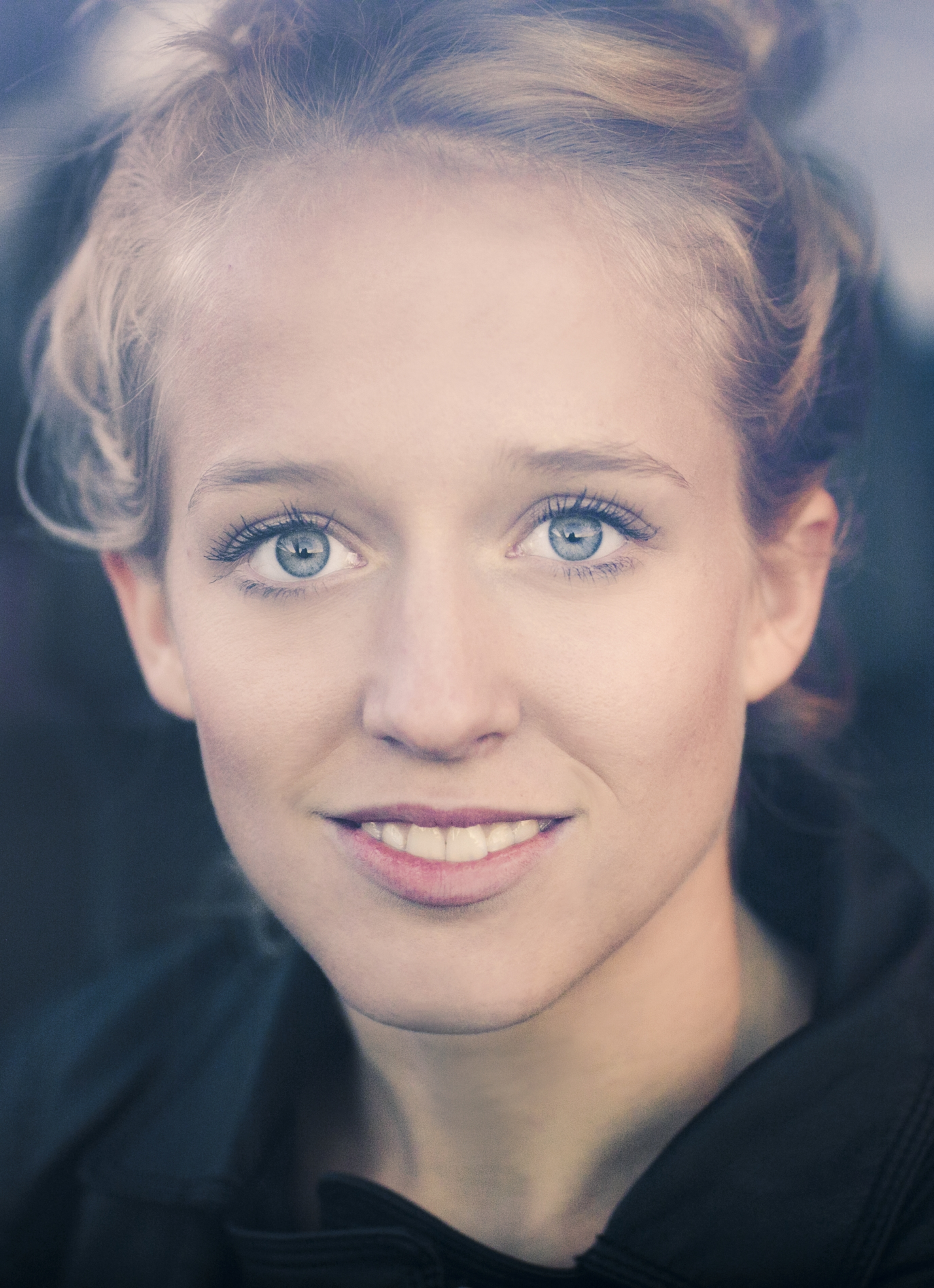
Susanne Wiesner (November 2012)

Susanne Wiesner, geb. Brückner (* 1991 in Prien am Chiemsee), ist eine deutsche Schauspielerin, Musikerin und Fernsehmoderatorin.

## Leben
Wiesner sammelte erste Schauspielerfahrungen beim Theater. Bereits im Alter von vier Jahren hatte sie Gastauftritte im Krippenspiel Die Riederinger Hirtabuam im Prinzregententheater und Münchner Volkstheater. Später wirkte sie unter anderem bei den Salzburger Festspielen mit. Seit 2010 verkörpert sie die Rolle der Marei in der Inszenierung Der Brandner Kaspar und das ewig’ Leben am Volkstheater München.
2011 war sie in einer Nebenrolle im Fernsehfilm Blaubeerblau zu sehen. Zwei Jahre danach spielte sie an der Seite von Nadja Uhl und Peter Simonischek in der ARD-Produktion Der Kaktus und trat später in zwei Stücken der Fernsehreihe Der Komödienstadel auf. Darüber hinaus moderiert sie seit 2011 die Sendung BR Heimat – Zsammg’spuit im Bayerischen Fernsehen, in der sie junge Volksmusikgruppen vorstellt und sich besondere Gegenden im Alpenraum ansieht. Zusammen mit Markus Tremmel ist sie seit 2013 Gastgeberin für den Wiesn-Frühschoppen auf dem Historischen Oktoberfest. Seit 2022 moderiert sie auch das O’zapft is und seit 2023 den Zapfenstreich für den Bayerischen Rundfunk und die ARD. Mit Luise Kinseher und Angela Ascher spielt sie 2021 bei dem trimedialen Projekt des Bayerischen Rundfunks „3 Frauen 1 Auto“ die Rolle der Julia.
Susanne Wiesner nahm zwei Jahre klassischen Gesangsunterricht in der Stimmlage Sopran und spielt mehrere Instrumente. Als Geigerin und Sängerin ist sie Mitglied der 2007 gegründeten Perlseer Dirndl. Diese sangen 2021 auf verschiedene CDs von André Rieu Lieder ein.
Zusätzlich musiziert sie zusammen mit Familienmitgliedern bei der Riederinger Geigenmusi.
Nach dem Abitur im Jahr 2010 und einem Vocal- und Schauspielcoaching erreichte sie 2013 den Bachelor of Education. 2013 besuchte sie den Master-Studiengang Musik- und Bewegungserziehung am Carl-Orff-Institut unter dem Dach der Universität Mozarteum Salzburg.
Zusammen mit den Perlseer Dirndln war sie 2016, unter der Regie von Marcus H. Rosenmüller, am Singspiel der Nockherberg-Aufführung beteiligt.
Mit ihrer Schwester Isabella gründete Susanne das Label BellaSusi. Sie entwerfen Dirndl, Hosen, Blusen, Röcke etc., die sie in ihren Geschäften und auch in anderen Geschäften vertreiben.
Zusammen mit ihrem Mann führt sie am Tegernsee das Geschäft Hutmacherei & Trachten Wiesner. Sie entwerfen beide die Kollektionen für ihre verschiedene Hausmarken wie das Wiesner Gwand oder Handg’macht.
Wiesner hat sieben Geschwister, von denen die älteren Brüder Maximilian Brückner, Florian Brückner, Dominikus Brückner und Franz-Xaver Brückner sowie die jüngere Schwester Isabella Brückner ebenfalls Schauspieler sind.

## Filmografie
- 2011: Blaubeerblau (Fernsehfilm)
- 2013: Der Kaktus (Fernsehfilm)
- 2013: Der Komödienstadel: A Mordsgschicht (Fernsehreihe)
- 2014: Der Komödienstadel: 1001 Nacht in Tegernbrunn
- 2020–2022: Fraueng’schichten (Fernsehserie, 2 Folgen)
- 2021: 3 Frauen 1 Auto (Serie Bayerischer Rundfunk, Mediathek)[2]
- seit 2022: Dahoam is Dahoam (Fernsehserie)
- 2023: Zimmer mit Stall – Kuhhandel (Fernsehreihe)
- 2024: Watzmann ermittelt (Fernsehserie, 1 Folge)